# Salted Wound
Salted Wound  —en español : Herida Salada — es una canción interpretada por la cantante y compositora australiana Sia como parte de  Fifty Shades of Grey: Original Motion Picture Soundtrack de la película homónima. Fue lanzado como el primer sencillo promocional el 27 de enero de 2015. La canción alcanzó el número 70 en la lista SNEP Singles Chart de Francia.
La misma cantante participó en la composición de la canción al lado de: Brian West, Gerald Eaton y Oliver Kraus.